# 上野星矢
上野 星矢（うえの せいや、1989年8月31日 - ）は、日本のフルート奏者。

## 略歴
東京都杉並区出身。小学4年生から吹奏楽部でフルートを始め、12歳から本格的に習い始める。全日本学生音楽コンクールや大阪国際音楽コンクールでそれぞれ1位を獲得するなど、中学校時代から才能を発揮し、15歳で初リサイタルを行う。
東京都立芸術高等学校を経て、2008年、東京芸術大学音楽学部フルート専攻に入学。同年、第8回ジャン＝ピエール・ランパル国際フルートコンクールで優勝。大学卒業後はフランスに留学し、パリ国立高等音楽院を卒業。これまで、金昌国、ヴァンサン・リュカらに師事。2014年、ヤング・コンサート・アーティスツ国際オーディションにて最優秀賞を受賞。2015年にはジョン・F・ケネディ・センター、カーネギー・ホールをはじめアメリカの全8か所でリサイタルを行うなど、世界的に活躍している。
2019年より、大阪音楽大学准教授を務める。

## 受賞歴
※「略歴」節にあるものを除く

- 全日本学生音楽コンクール奨励賞（中学校1年時）
- 第76回日本音楽コンクールフルート部門第3位
- 第12回松方ホール音楽賞木管部門1位ならびに特賞
- 第25回青山音楽賞新人賞
- 第17回ホテルオークラ音楽賞

## ディスコグラフィ
※一部のみ記載

- 『万華響 KALEIDOSCOPE』（2012年、日本コロムビア）- レコード芸術特選盤に選出
- 『DIGITAL BIRD SUITE』（2013年、日本コロムビア）- レコード芸術特選盤に選出
- 『テレマン：無伴奏フルートによる12の幻想曲』（2018年、Laplace Records）
- 『W.F.バッハ 2本のフルートのための二重奏曲集』（2019年、Laplace Records）

## 出演
- テレビ朝日「報道ステーション」
- NHK「ニューイヤーオペラコンサート」
- NHK「クラシック倶楽部」
- NHK-FM「きらクラ!」
- NHK-FM「ベストオブクラシック」